# Синтімбру-Бей
Синтімбру-Бей (рум. Sântimbru-Băi) — село у повіті Харгіта в Румунії. Входить до складу комуни Синтімбру.
Село розташоване на відстані 205 км на північ від Бухареста, 11 км на південь від М'єркуря-Чука, 69 км на північ від Брашова.